# Photo Kano
Photo Kano (フォトカノ 'Foto Kano'?, lit. "Novia de foto") es un juego del género dating sim japonés desarrollado por Dingo y Enterbrain, presentado inicialmente para la consola de videojuegos PlayStation Portable el 2 de febrero de 2012. Dada la relación intercreativa entre KimiKiss y Amagami con Photo Kano, este es considerado su sucesor espiritual, a pesar de no tener ningún carácter ni productor común entre estos juegos, a excepción de Ichirō Sugiyama; el productor de KimiKiss. Una versión extendida llamada Photo Kano Kiss será presentada en el mercado el 25 de abril de 2013 para la consola de videojuegos PlayStation Vita. Se produjo cinco adaptaciones a versiones tanto manga como anime, esta última producida por el estudio de animación Madhouse. La serie animada fue emitida en el canal de televisión TBS desde el 5 de abril al 28 de junio de 2013.

## Argumento
Kazuya, un chico de segundo año, luego de unas vacaciones de verano recibe una cámara digital como regalo, es entonces donde comienza a su fascinación por este gadget desarrollando la fotografía como su nuevo hobby y un empuje a su vida social esto bajo muchas circunstancias que tendrá que pasar.

## Personajes

### Personajes principales
Kazuya Maeda (前 田 一 也 Maeda Kazuya?)
 Seiyū: Nobunaga Shimazaki
Kazuya es el protagonista masculino de la historia. Él ha intentado y renunciado a muchos tipos diferentes de actividades que incluyen guitarra y dardos de juego, entre otras cosas. Su hobby actual, desatada por el don de la cámara digital de edad de su padre, es la fotografía.
 Haruka Niimi  ( 新 見 遙 佳   NIMI Haruka?)
 Seiyū: Kanae Itō
Haruka es compañera de clase y objeto de afecto del protagonista. Ella es muy popular entre los niños y niñas, tiene buenas notas y juega al tenis muy bien. Ella puede manejar todo con facilidad, pero no es del tipo de mostrar iniciativa propia. Ella es amiga de la infancia del protagonista ; pero, porque ya que él fue consciente de su cuerpo en desarrollo, su belleza, así como los chismes con respecto a los dos de ellos una vez que llegaron a la escuela media, que se distancio de él, para su decepción.
 Hikari Sanehara  ( 実 原 氷 里   Sanehara Hikari?)
 Seiyū: Kaori Mizuhashi
Hikari es un miembro del club de la foto. Ella no decide tomar retratos, especializándose en lugar de paisaje / paisaje y astronomía fotos. Ella no es el tipo de participar en una pequeña charla y por lo tanto se ve sobre todo por ella misma. Ella rara vez sonríe y es propensa a los comentarios sarcásticos.
 Aki Muroto  ( 室 戸 亜 岐   Muroto Aki?)
 Seiyū: Mai Nakahara
Aki es un estudiante de tercer año con una personalidad más bien severo, ganándose la reputación como el "capcioso presidente del consejo estudiantil". Sus calificaciones son excepcionales, la mejor Kouga Academia ha visto en su vida, y fue miembro del club de natación, específicamente como un buzo.
 Nonoka Masaki  ( 間 咲 の の か   Masaki Nonoka?)
 Seiyū: Chiwa Saitō
Nonoka ha continuación leyes promedio, es muy atlético y tiene una personalidad optimista que le permite tener un montón de amigos de ambos sexos. Ella es el lanzador estrella del club de softbol. El amor es la última cosa en su mente. Ella ha sido la amiga de la protagonista desde la secundaria y le ha dado con frecuencia apodos basados en sus intereses en el tiempo; el que ella utiliza con más frecuencia es "Darts'un" desde el momento en que el protagonista intentó jugar a los dardos.
 Mai Sakura  ( 早 倉 舞衣   Sakura Mai?)
 Seiyū: Hisako Kanemoto
Mai es un compañero de clase de la pequeña hermana de la protagonista, Kanon. Su personalidad está en el lado manso y tímido. Ella tiene leyes promedio pero es bastante atlético. Ella dedica a la gimnasia en la escuela media, pero cambió a la gimnasia rítmica en la escuela secundaria.
 Rina Yunoki  ( 柚 ノ 木 梨 奈   Yunoki Rina?)
 Seiyū: Asuka Ogame
Rina tiene un comportamiento muy suave y está en el mismo año escolar como protagonista. Sus calificaciones son bastante buenas, incluso con los errores por descuido que a menudo hace. A ella le gusta cocinar y es el único miembro de la Sociedad de Investigación de Cocina.
 Tomoe Misumi  ( 深 角 友 恵   Misumi Tomoe?)
 Seiyū: Miyuki Sawashiro
Tomoe es una chica con una personalidad bastante sencilla que fácilmente se confunde con el fondo de la clase de la protagonista. Sus calificaciones son de la media y no es muy atlético tampoco. Ella siempre se distancia de sus otros compañeros de clase y reaccionaría tímidamente si alguien intente iniciar una conversación con ella. Esta timidez viene de haber movido muchas veces debido al trabajo de su padre y no haber sido capaz de hacer amigos rápidamente como resultado.

## Videojuegos
Photo Kano  fue desarrollado por Dingo y Enterbrain y se distribuyó por Kadokawa Games. Después de que el equipo de producción se perdió su fecha inicial lanzado en 29 de septiembre de 2011 el lanzamiento del juego se retrasó hasta el 2 de febrero de 2012 en el PlayStation Portable. Más tarde fue lanzado como una versión de descarga en el PlayStation Network el 29 de febrero de 2012. Una versión mejorada titulado  Photo Kano Kiss  para la PlayStation Vita fue lanzado el 25 de abril de 2013, y cuenta con gráficos mejorados y mecanismos de juego, junto con un nuevo arco de la historia.

## Anime
Lista de episodios.
- 01. Encuentro
- 02. Cielo de escuela
- 03. Cientos de flores
- 04. Pensamientos futuros
- 05. Error de amor
- 06. Pensamientos lejanos
- 07. Sonrisa de estrella
- 08. Mirando tu cara real
- 09. Carta de amor
- 10. Danza de angeles
- 11. Novia de escuela
- 12. Memoria fotográfica
- 13. Sentimientos